# Pfännerturm

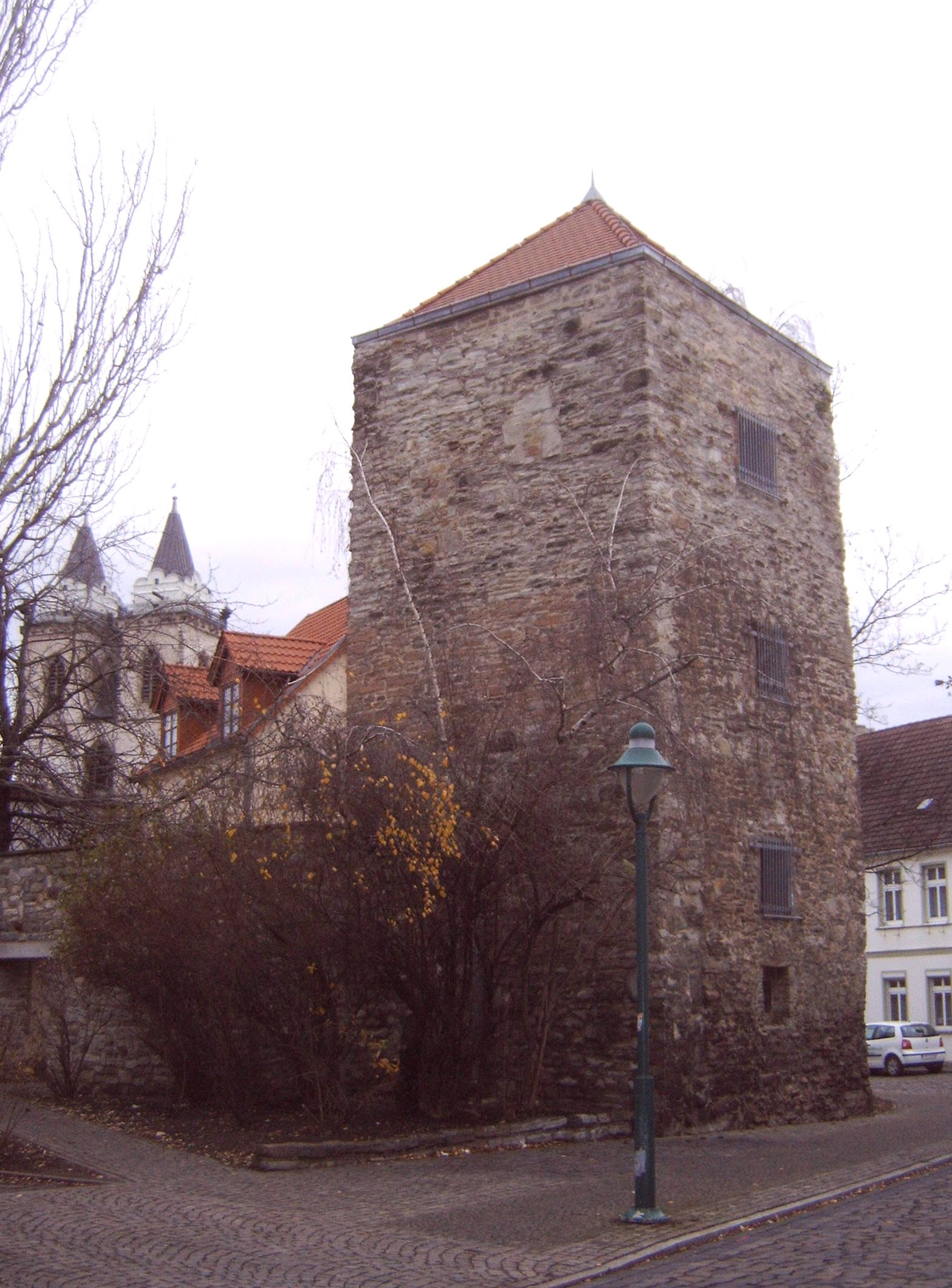
Pfännerturm, links die St.-Johannis-Kirche

Der Pfännerturm ist ein Turm der mittelalterlichen Stadtbefestigung der heute zu Schönebeck (Elbe) gehörenden Stadt Groß Salze.
Der Turm ist aus Bruchstein gebaut und verfügt über ein Pyramidendach. Der Zugang ist nur über das erste Obergeschoss, in Höhe des ehemaligen Wehrgangs möglich. Das erste Obergeschoss ist als Gewölbe ausgeführt.
Der nach der Berufsgruppe der Pfänner benannte Turm war der Torturm des Elmener Tores (auch als Alt-Salzer Tor bezeichnet) der Stadt. Die Entstehung des Turms dürfte auf die Zeit um 1470 zurückgehen. Mitte des Jahrhunderts war eine umfassende Erneuerung der Stadtmauer, der seit 1291 mit dem Stadtrecht versehenen Stadt Groß Salze erfolgt. Bei dieser Erneuerung wurde auch das Gelände der Burg Schadeleben mit einbezogen. Neben dem Elmener Tor gab es noch das Magdeburger Tor und das Calbesche Tor. Das Elmener Tor war ein Doppeltor. Im Innenhof des Tores führte eine Brücke über einen der zwei Stadtgräben. Der Pfännerturm flankierte das Tor. Zeitweise diente er als Gefängnis. In der Zeit nach 1880 wurden sämtliche Tore abgerissen, nur der Pfännerturm blieb erhalten. In Teilen sind auch noch Reste der Stadtmauer vorhanden. Nach 1945 diente der Turm zeitweise noch Wohnzwecken. Das Torhaus wurde 1961 abgerissen. 1994 wurde der Turm umfassend saniert und neugedeckt. Im Zuge von Stadtführungen ist er betretbar, im Übrigen jedoch ungenutzt.